# Saratoga Performing Arts Center
Das Saratoga Performing Arts Center (SPAC) ist ein Amphitheater in Saratoga Springs, New York.
Das Gebäude wurde von 1964 bis 1965 erbaut und am 9. Juli 1966 eröffnet. Das Saratoga Performing Arts Center bietet Platz für 25.100 Zuschauer und ist der Sommer-Austragungsort des New York City Ballet, sowie Spielstätte des Philadelphia Orchestra. Ebenso traten in dem Amphitheater schon international erfolgreiche Musiker und Gruppen wie Eric Clapton, Elton John, Pink Floyd, Tina Turner und AC/DC auf.

## Weblink
- Offizielle Internetpräsenz